# Râul Poiana, Telcișor
Râul Poiana este un curs de apă, afluent al râului Telcișor. 